# Campeonato Europeu de Hóquei em Patins Masculino de 1979
O Campeonato Europeu de 1979 foi a 34.ª edição do Campeonato Europeu de Hóquei em Patins.

## Participantes
| País               | Participação | Melhor Resultado                                                                                    |
| Portugal           | 29.ª         | Campeão (1947, 1948, 1949, 1950, 1952, 1956, 1959, 1961, 1963, 1965, 1967, 1971, 1973, 1975 e 1977) |
| Espanha            | 22.ª         | Campeão (1951, 1954, 1955, 1957 e 1969)                                                             |
| Itália             | 32.ª         | Campeão (1953)                                                                                      |
| Alemanha Ocidental | 30.ª         | 2.º Lugar (1932 e 1934)                                                                             |
| Bélgica            | 32.ª         | 2.º Lugar (1947)                                                                                    |
| Holanda            | 20.ª         | 3.º Lugar (1963, 1967 e 1969)                                                                       |
| Suíça              | 34.ª         | 2.º Lugar (1937)                                                                                    |
| França             | 33.ª         | 2.º Lugar (1926, 1927, 1928, 1930 e 1931)                                                           |
| Inglaterra         | 34.ª         | Campeão (1926, 1927, 1928, 1929, 1930, 1931, 1932, 1934, 1936, 1937, 1938 e 1939)                   |
| ------------------ | ------------ | --------------------------------------------------------------------------------------------------- |

## Resultados
|                    | Espanha | Portugal | Itália | Países Baixos | Suíça | Alemanha | França | Bélgica | Inglaterra |
| ------------------ | ------- | -------- | ------ | ------------- | ----- | -------- | ------ | ------- | ---------- |
| Espanha            |         | 2-1      | 3-1    | 5-1           | 10-0  | 7-4      | 5-3    | 7-0     | 2-1        |
| Portugal           |         |          | 4-2    | 4-1           | 0-0   | 6-1      | 8-1    | 6-1     | 11-1       |
| Itália             |         |          |        | 2-1           | 2-0   | 3-3      | 6-0    | 8-0     | 6-1        |
| Holanda            |         |          |        |               | 5-3   | 6-4      | 7-2    | 3-1     | 2-1        |
| Suíça              |         |          |        |               |       | 1-1      | 1-1    | 7-1     | 11-1       |
| Alemanha Ocidental |         |          |        |               |       |          | 2-2    | 4-0     | 6-1        |
| França             |         |          |        |               |       |          |        | 1-10    | 9-3        |
| Bélgica            |         |          |        |               |       |          |        |         | 5-2        |
| Inglaterra         |         |          |        |               |       |          |        |         |            |

## Classificação final
| Lugar | Seleção            | J | V | E | D | P  | GM | GS | Dif. |
| ----- | ------------------ | - | - | - | - | -- | -- | -- | ---- |
|       | Espanha            | 8 | 8 | 0 | 0 | 16 | 46 | 11 | +35  |
|       | Portugal           | 8 | 6 | 1 | 1 | 13 | 36 | 7  | +29  |
|       | Itália             | 8 | 5 | 1 | 2 | 11 | 30 | 12 | +18  |
| 4     | Holanda            | 8 | 5 | 0 | 3 | 10 | 26 | 22 | +4   |
| 5     | Suíça              | 8 | 3 | 1 | 4 | 7  | 23 | 21 | +2   |
| 6     | Alemanha Ocidental | 8 | 2 | 3 | 3 | 7  | 25 | 16 | +9   |
| 7     | França             | 8 | 1 | 2 | 5 | 4  | 8  | 48 | -40  |
| 8     | Bélgica            | 8 | 2 | 0 | 6 | 4  | 18 | 37 | -19  |
| 9     | Inglaterra         | 8 | 0 | 0 | 8 | 0  | 11 | 56 | -45  |

| Campeões Europeus 1979 |
| ---------------------- |
| Espanha                |
| ESPANHA 6.º Título     |